# 日産プリンス奈良販売
日産プリンス奈良販売株式会社（にっさんプリンスならはんばい）とは、奈良県奈良市に本社を置く、日産自動車の販売会社である。

## 沿革
- 1956年7月25日 - 奈良市杉ヶ町33番地に資本金100万円で協和車両株式会社として発足。
- 1960年7月 - 協和自動車販売株式会社に商号変更。
- 1962年8月 - 本社を奈良市南京終町290番地の1に移転。
- 1965年6月 - 奈良プリンス自動車株式会社に商号変更。奈良県下総販売店となり、資本金2,000万円に増資。
- 1966年8月30日 - 日産とプリンスの合併に伴い、日産プリンス奈良販売株式会社に商号変更。
- 1969年6月 - 磯城郡田原本町阪手に田原本営業所を新設。
- 1970年8月 - 奈良市今市町に中古車営業所を新設。
- 1972年8月 - 奈良市南京終町一丁目に奈良営業所を新設。
- 1974年3月 - 奈良市北之庄西町に納車整備工場を新設。
- 1975年8月 - 大和郡山市上三橋町に中古車営業所を移転。
- 1977年3月 - 生駒市俵口町に生駒営業所を新設。
- 1978年4月 - 北葛城郡香芝町（現・香芝市）高に西大和営業所を新設。
- 1983年8月 - 生駒郡斑鳩町東福寺に法隆寺ギャラリーを新設、新車・中古車の併売を行う。
- 1987年3月 - 奈良市佐保台三丁目にSAHO23店を新設。
- 1988年4月 - 各営業所並びにギャラリーの呼称を「店」に名称変更。
- 1990年3月 - 中古車店舗を全面改築。併せて中古車店を郡山店に名称変更し、新車・中古車併売店舗となる。
- 1990年9月 - 本社屋を5階建に全面改築し、女子学生専用賃貸マンション事業を開始する。
- 1992年9月 - 奈良市北之庄西町に板金塗装工場を新設。
- 1996年5月 - 奈良市四条大路二丁目に三条大路店を新設。
- 2000年6月 - 奈良市佐保台三丁目のSAHO23を閉鎖し、ルノー平城山を開設。
- 2002年3月 - 環境マネジメントシステム「日産グリーンショップ」の認定を受ける。

## 奈良県内の他日産車販売店
- 奈良日産自動車
- 日産サティオ奈良

なお、奈良県内の日産販売会社3社のうち、プリンス奈良のみ近鉄グループに属したことがない。

## 事業所
- 奈良店 - 奈良市南京終町2丁目290-1
- 田原本店 - 磯城郡田原本町阪手127-1
- 生駒店 - 生駒市俵口町1160-1
- 西大和店 - 香芝市高138-3
- 法隆寺店 - 生駒郡斑鳩町東福寺1丁目1-9
- 三条大路店 - 奈良市四条大路2丁目841-1
- 郡山店 - 大和郡山市上三橋町150-1
- 佐保店 - 奈良市佐保台3丁目1434